# Kanbashira-gū
Kanhashira-gû (神柱宮) est un sanctuaire shintô se situant dans la ville de Miyakonojō, préfecture de Miyazaki (Japon). Il est dédié à Amaterasu et Toyôkebime.
Il y a deux sous sanctuaires dans le parc : Sanctuaire Mikado (神門神社, Mikado-jinja)  et Sanctuaire Motobashira (基柱神社, Motobashira-jinja).

## Divinités
Les principales divinités vénérées sont Amaterasu Omikami et Toyôke Ōmikami, et cinq autres divinités sont consacrées dans le sanctuaire latéral : Ninigi-no-Mikoto et Ame-no-Tajikarao no Mikoto à gauche (côté droit face au sanctuaire principal) et Ame-no-Koyane, Takuhadachiji-hime (en), et Futodama (en) à droite (côté gauche face au sanctuaire principal). De plus, le Sanctuaire Mikado (神門神社, Mikado Jinja), un sous-sanctuaire situé dans le parc, est dédié à Ama no Iwatowake no kami (ja) (en), tandis que le Sanctuaire Motobashira (基柱神社, Motobashira Jinja) rend hommage à Sugawara no Michizane et Taira no Suemoto (ja).

## Histoire
On raconte que le sanctuaire a été fondé en 1026, lorsque Taira no Suemoto (ja), ayant déménagé de Dazaifu pour développer le manoir Shimazu (en), a reçu une révélation divine d'Amaterasu Omikami. Celle-ci lui dicta : « Un sanctuaire doit être rapidement construit en cet endroit et sera nommé Kanbashira ». Il consacra donc un sanctuaire à Umekitamura Masutsuki, affilié au grand sanctuaire d'Ise. Depuis lors, il est vénéré comme la divinité protectrice du manoir Shimazu.

## Galerie

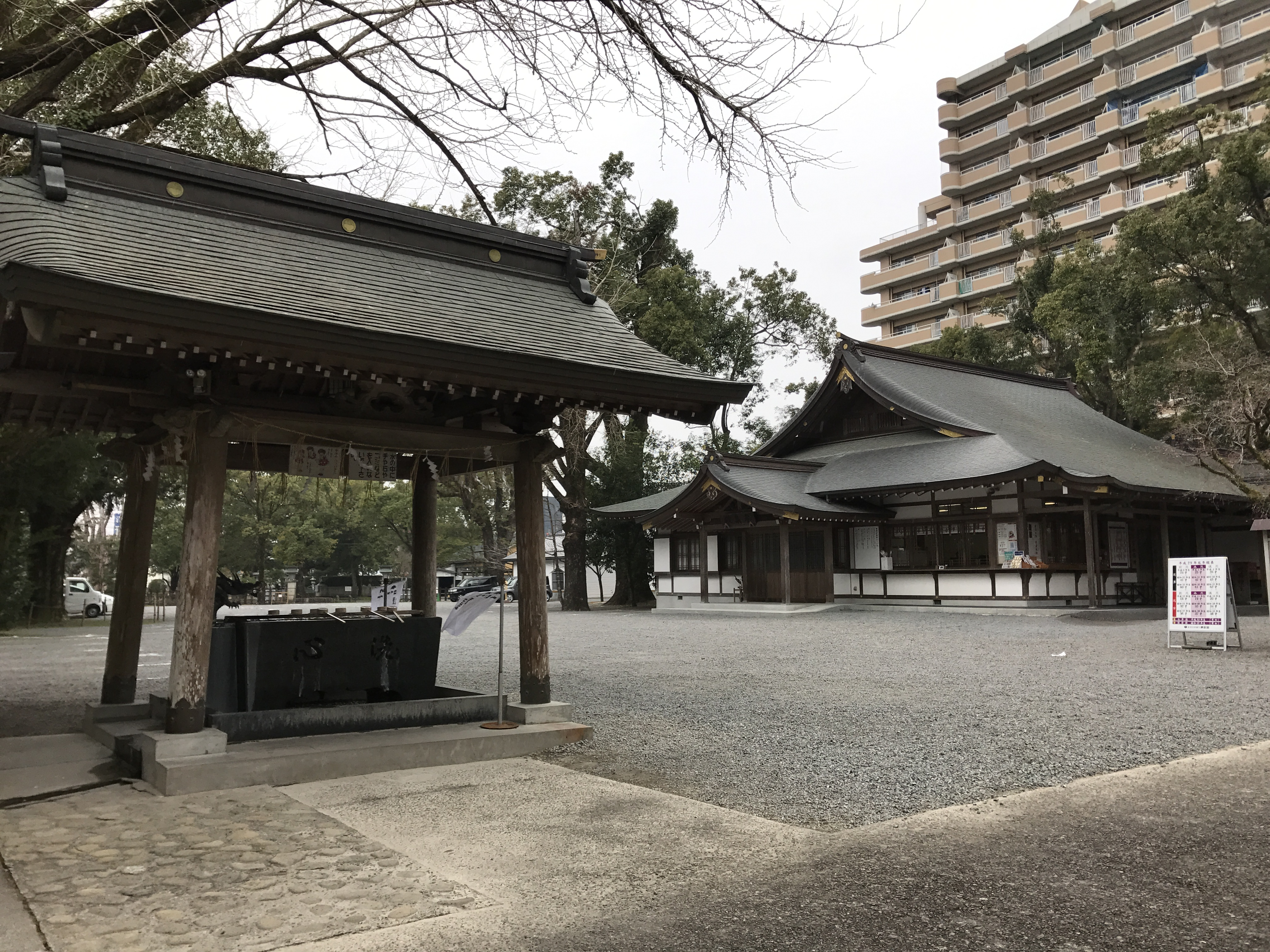
Chozuya et la salle Sanshuden
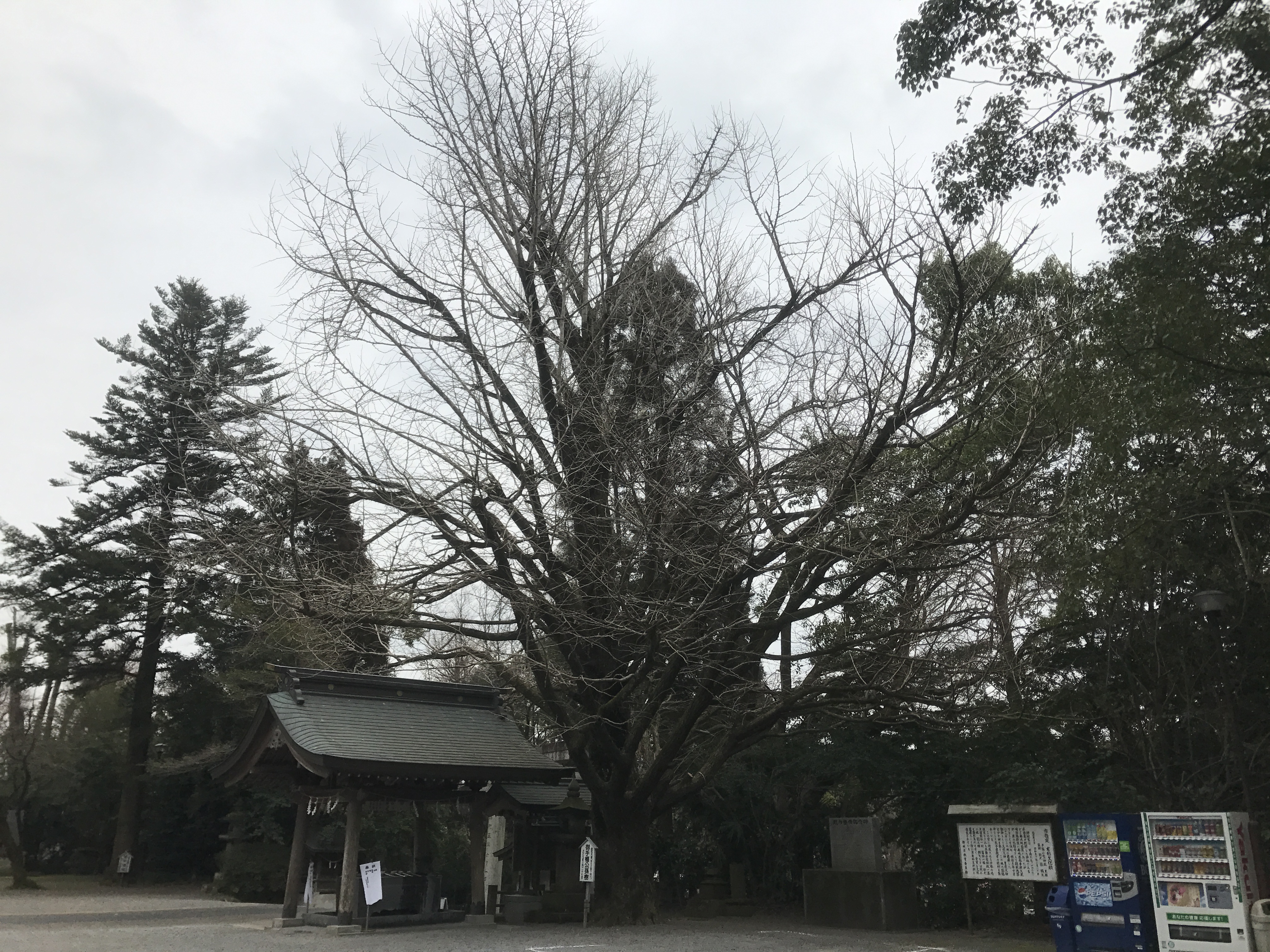
Ginkgo biloba
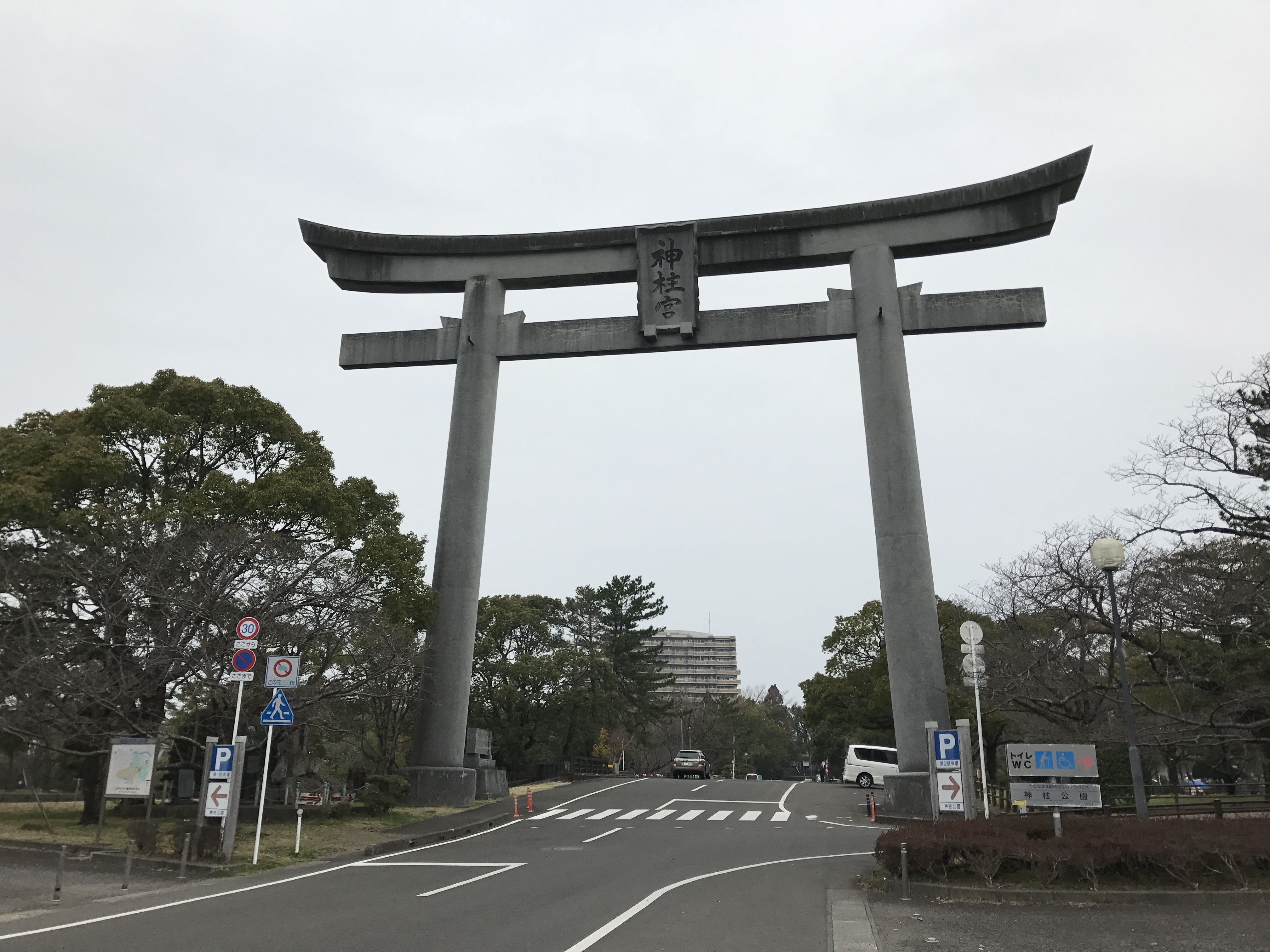
Grand Torii
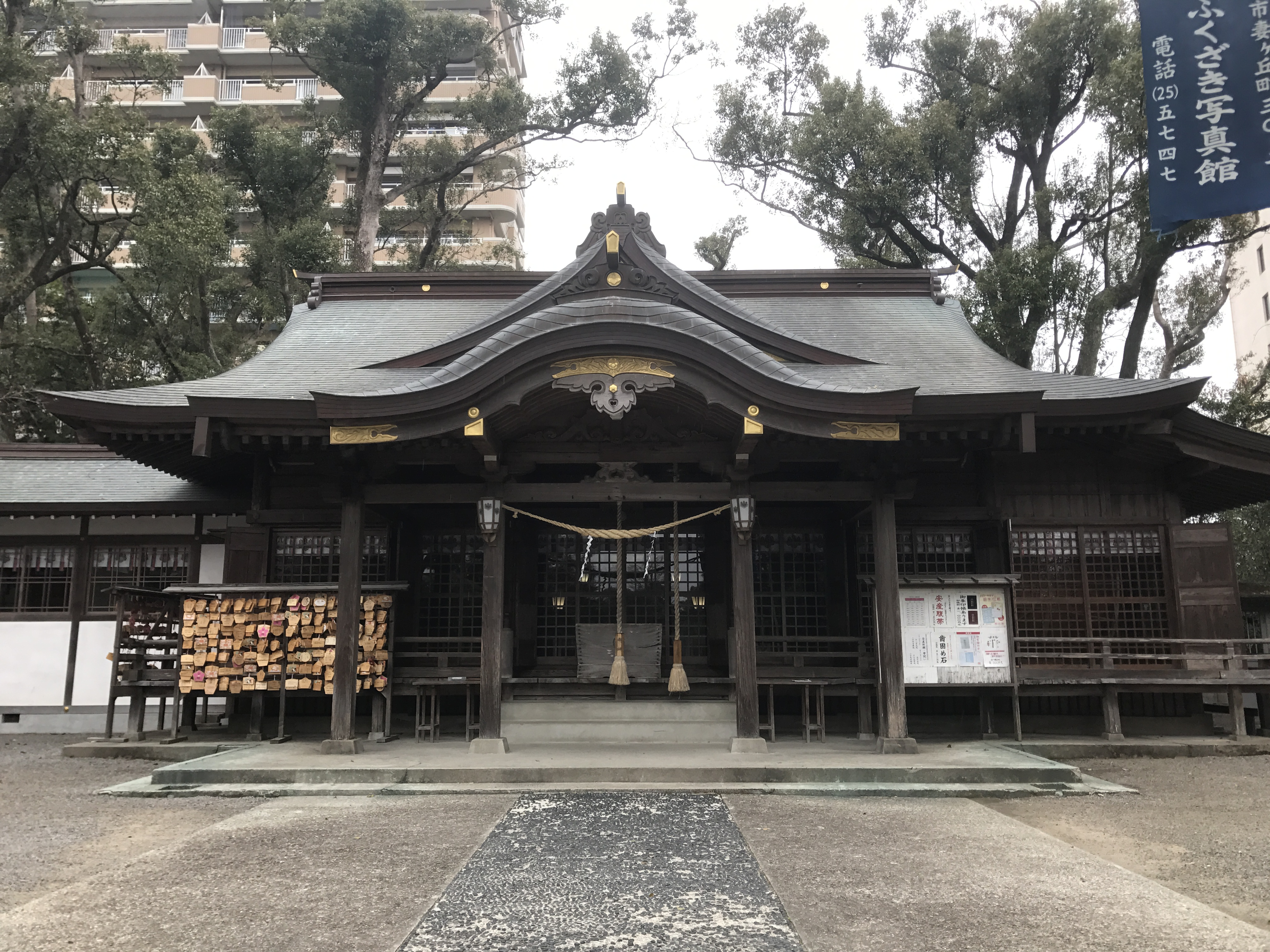
Gros plan Haiden
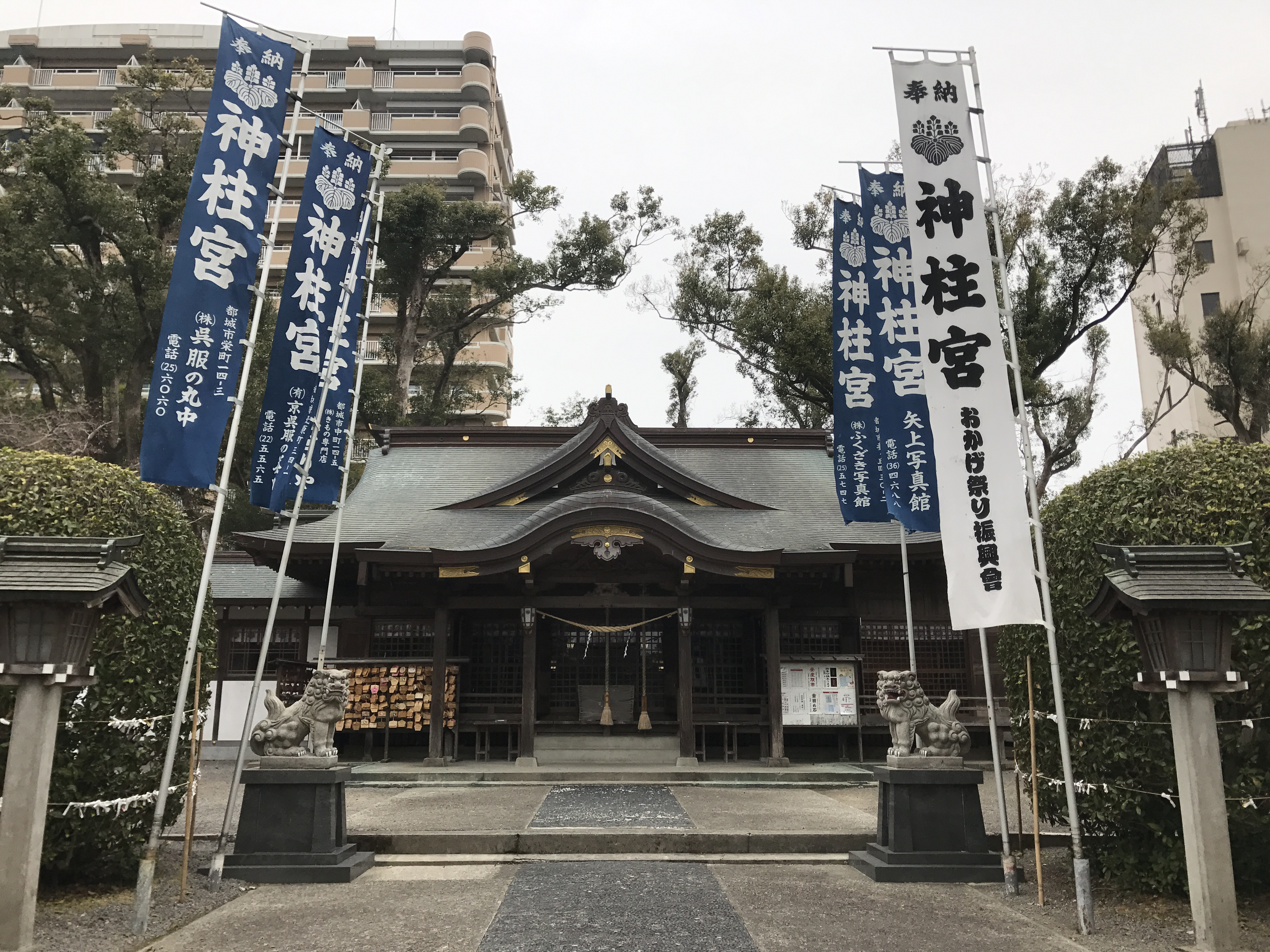
Haiden
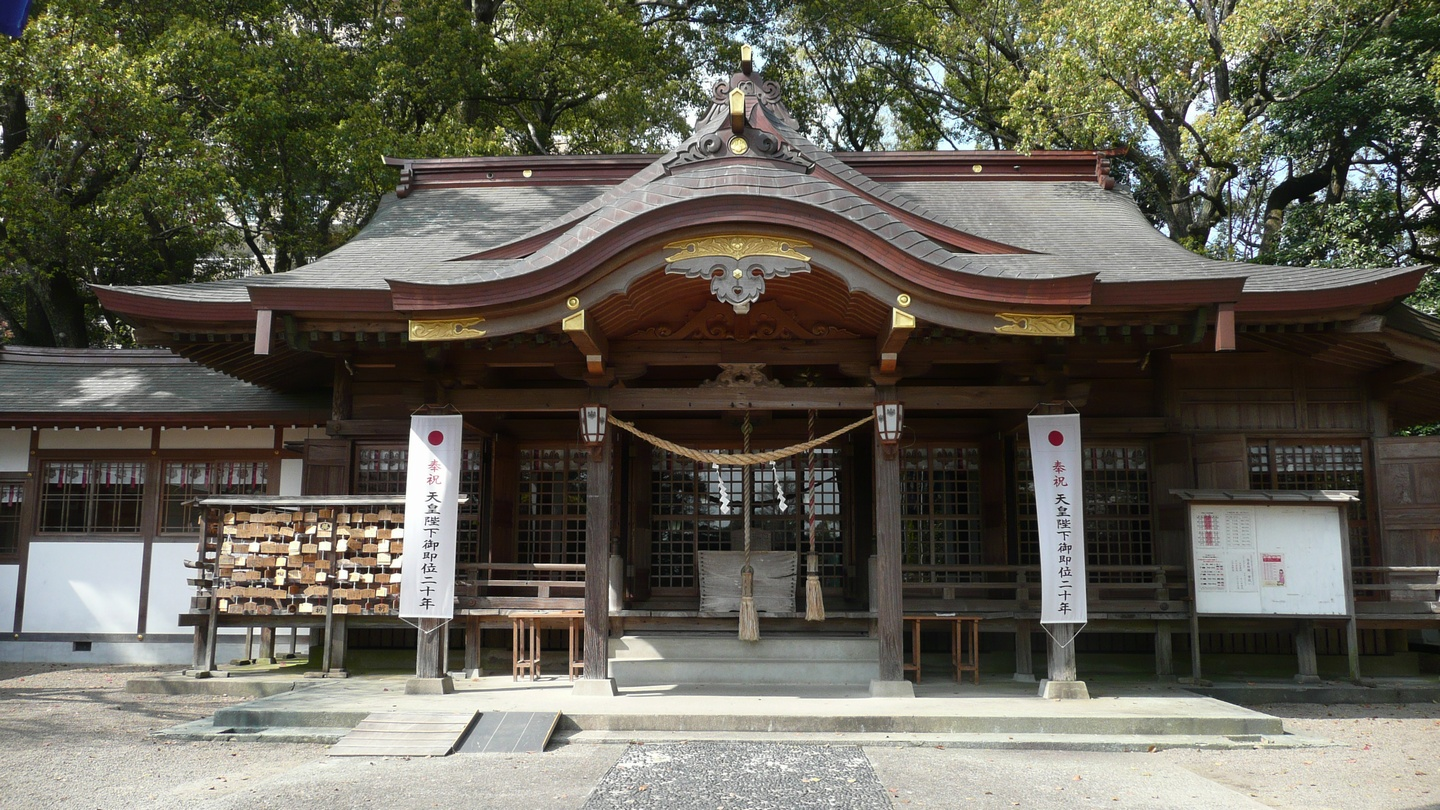
Shaden à Miyakonojo
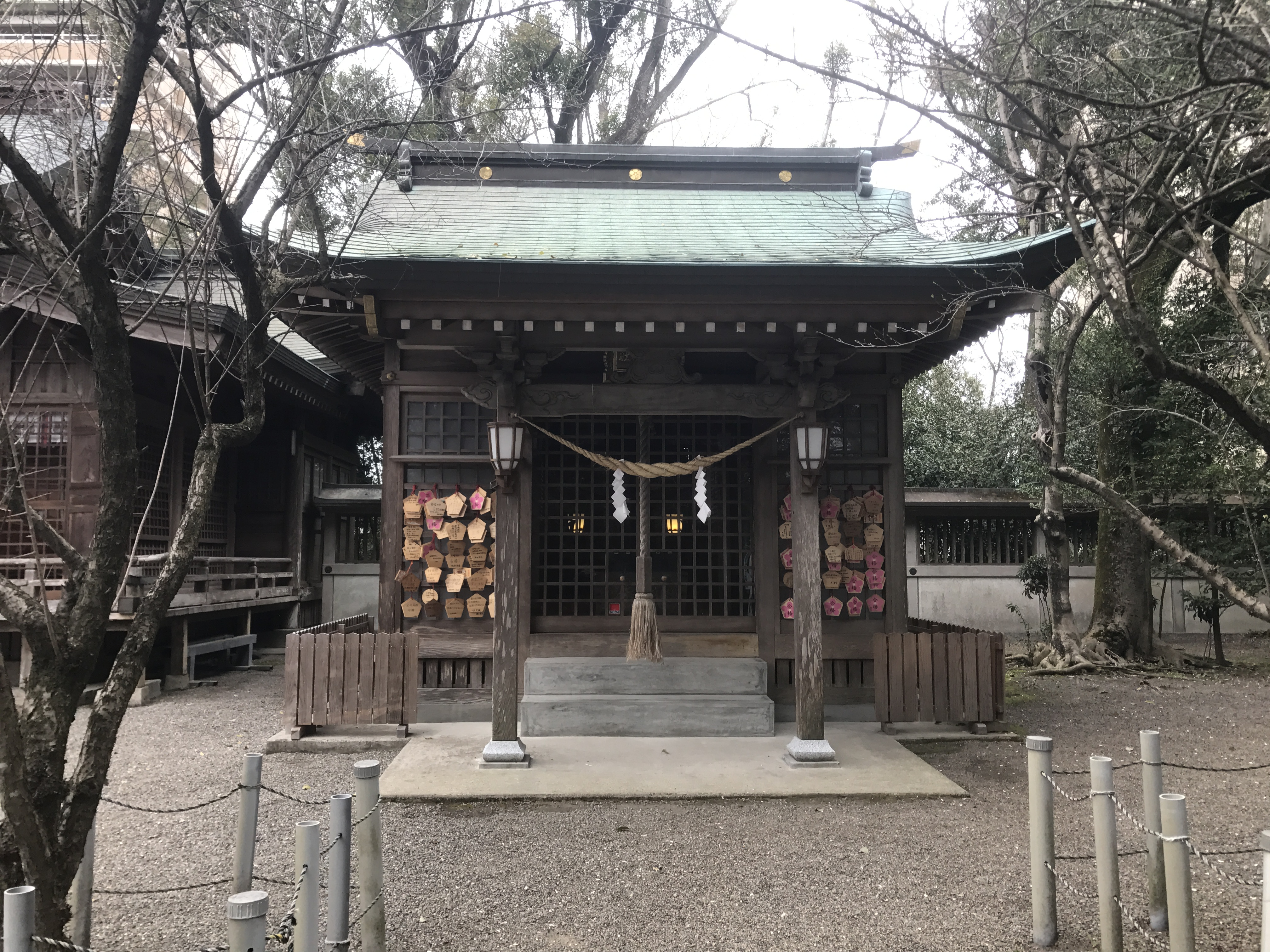
Sanctuaire Motobashira
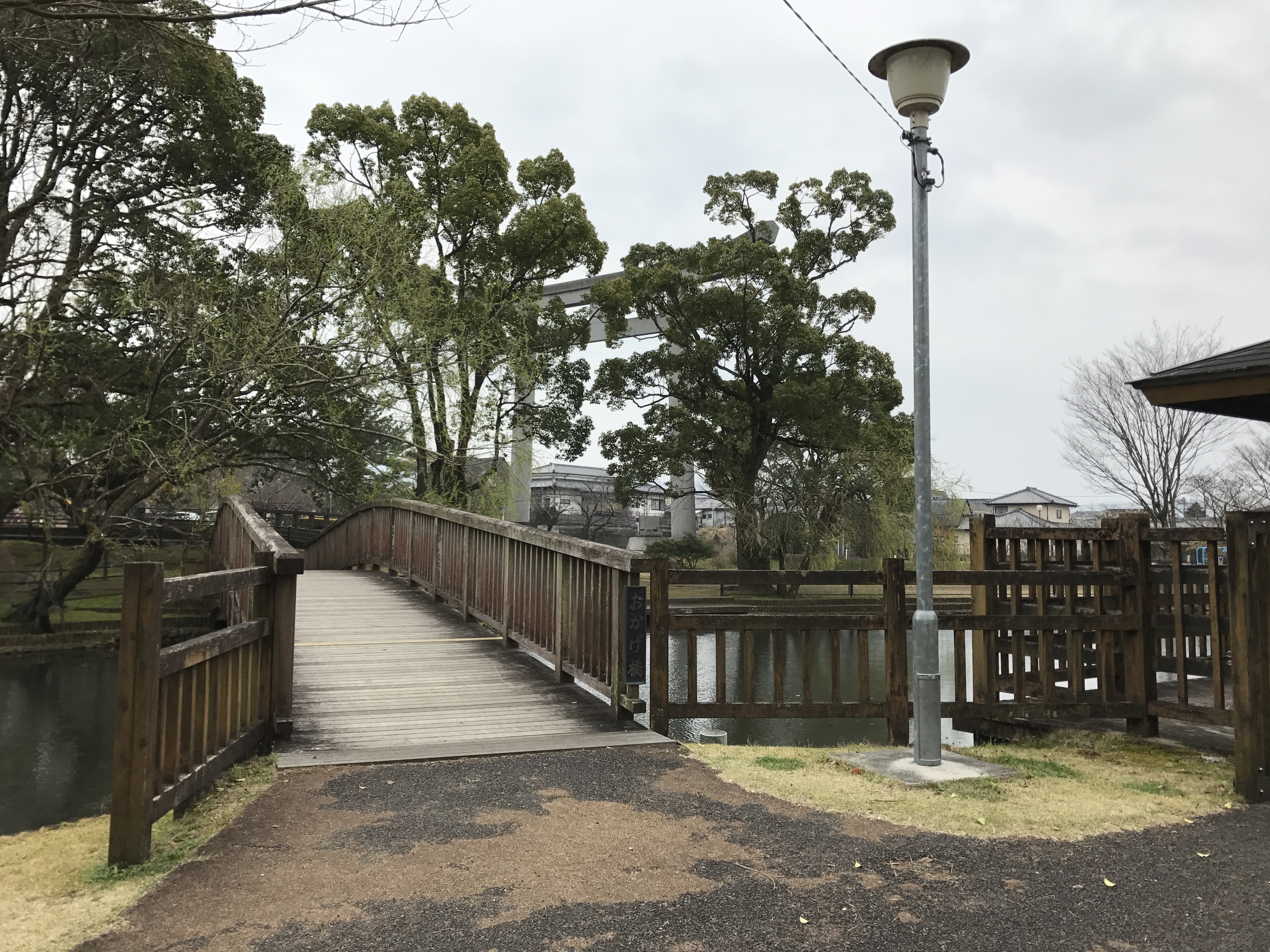
Pont Okagebashi
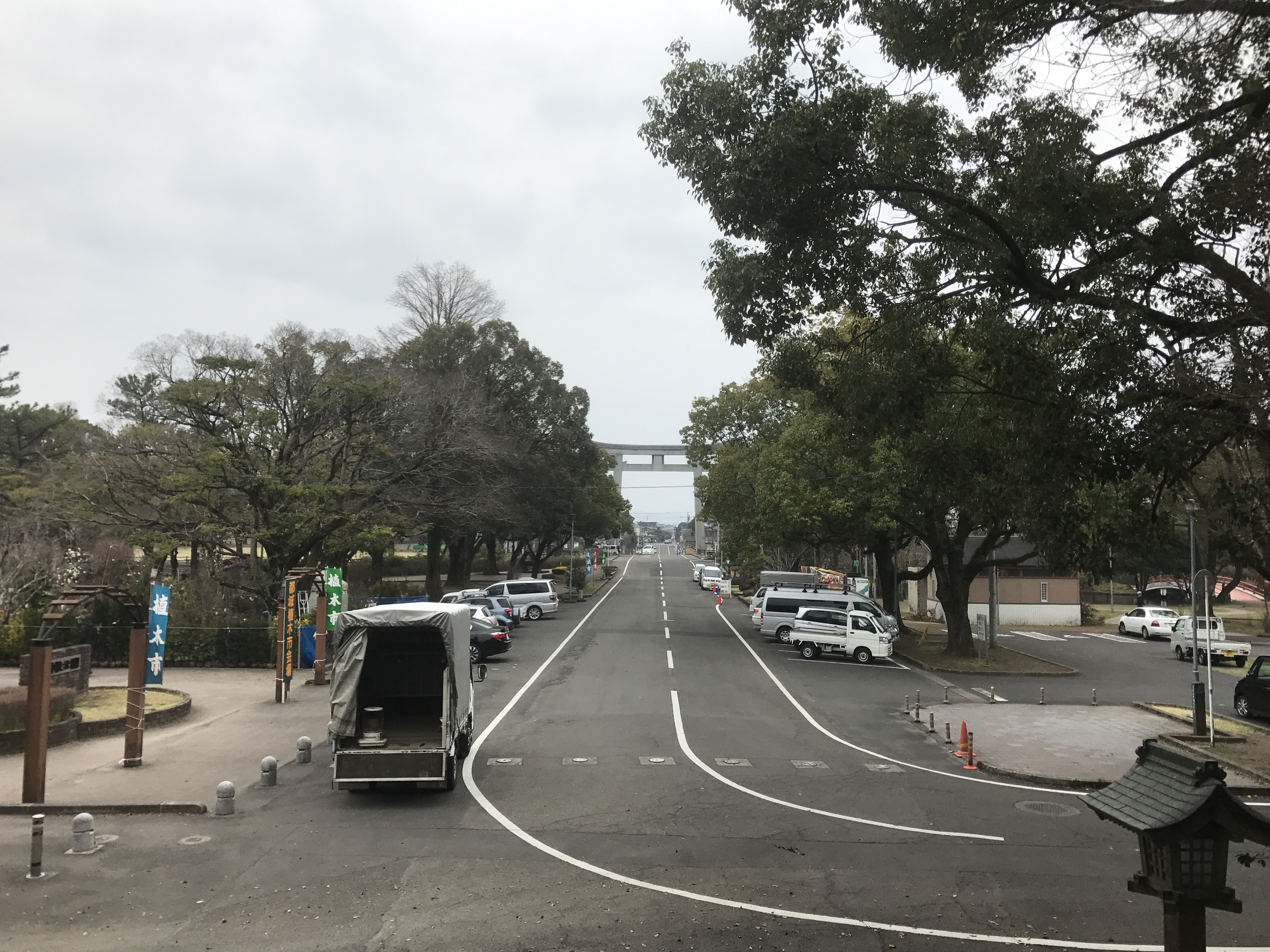
Sando
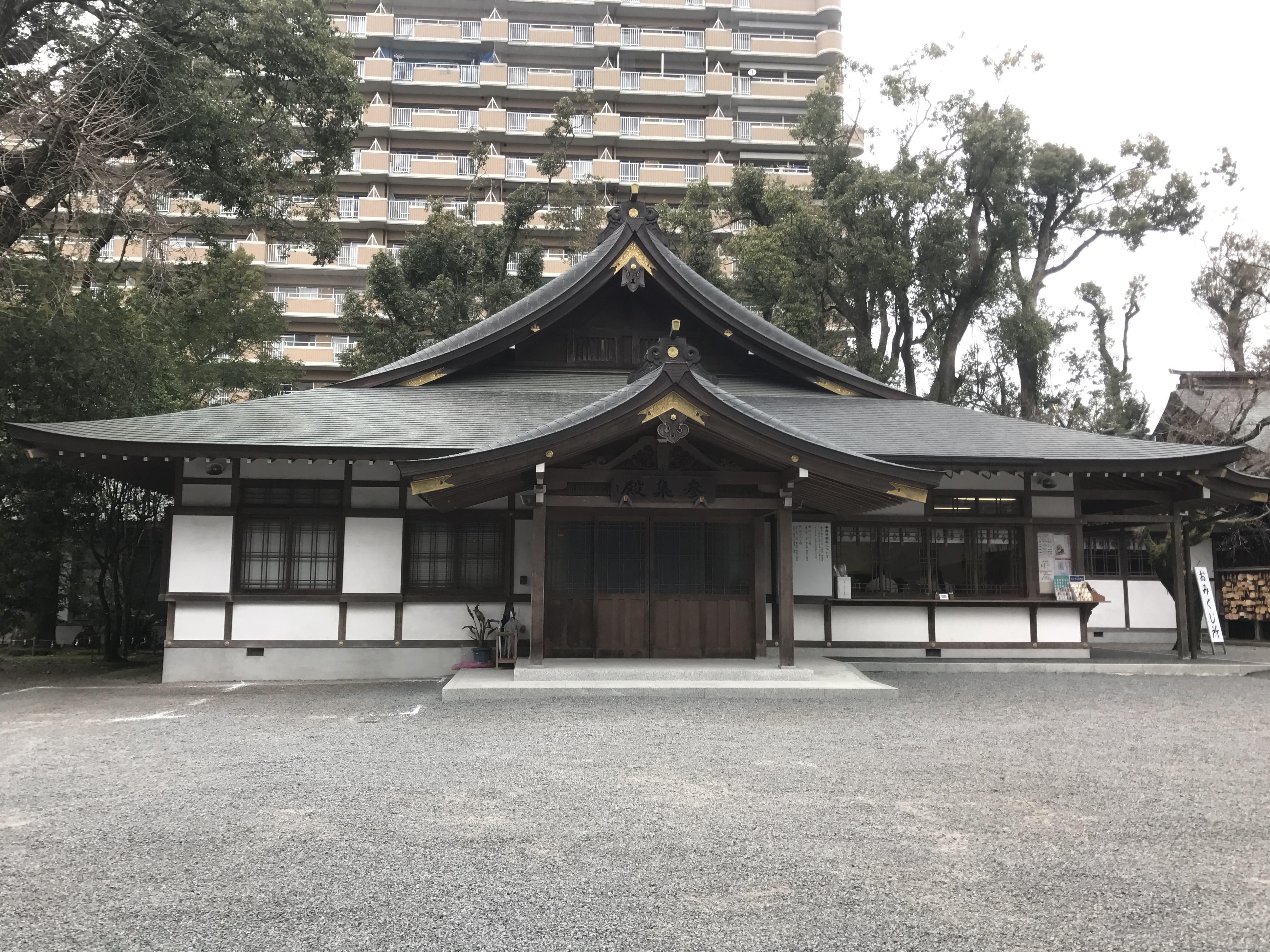
Sanshuden
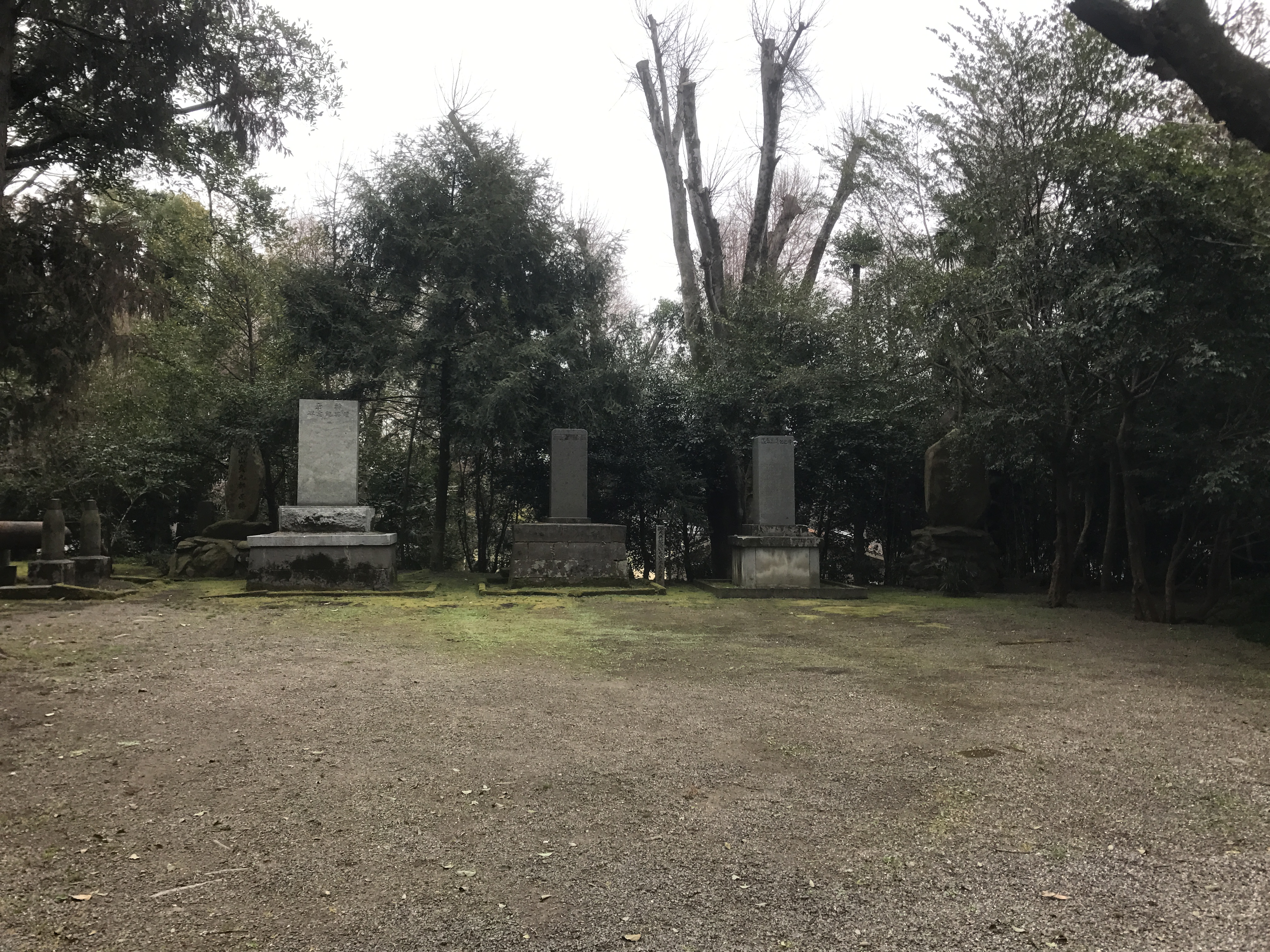
Stèle
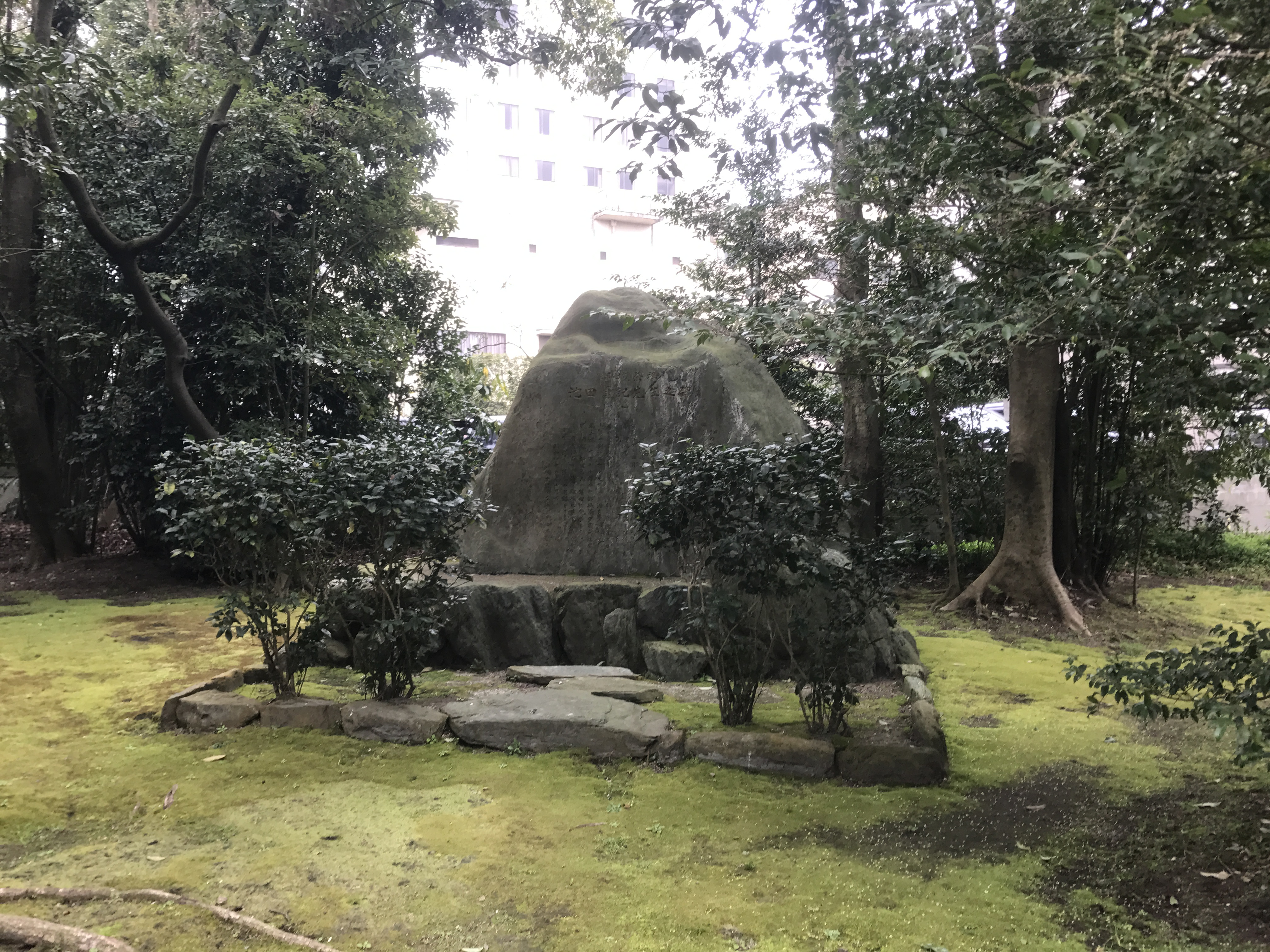
Stèle
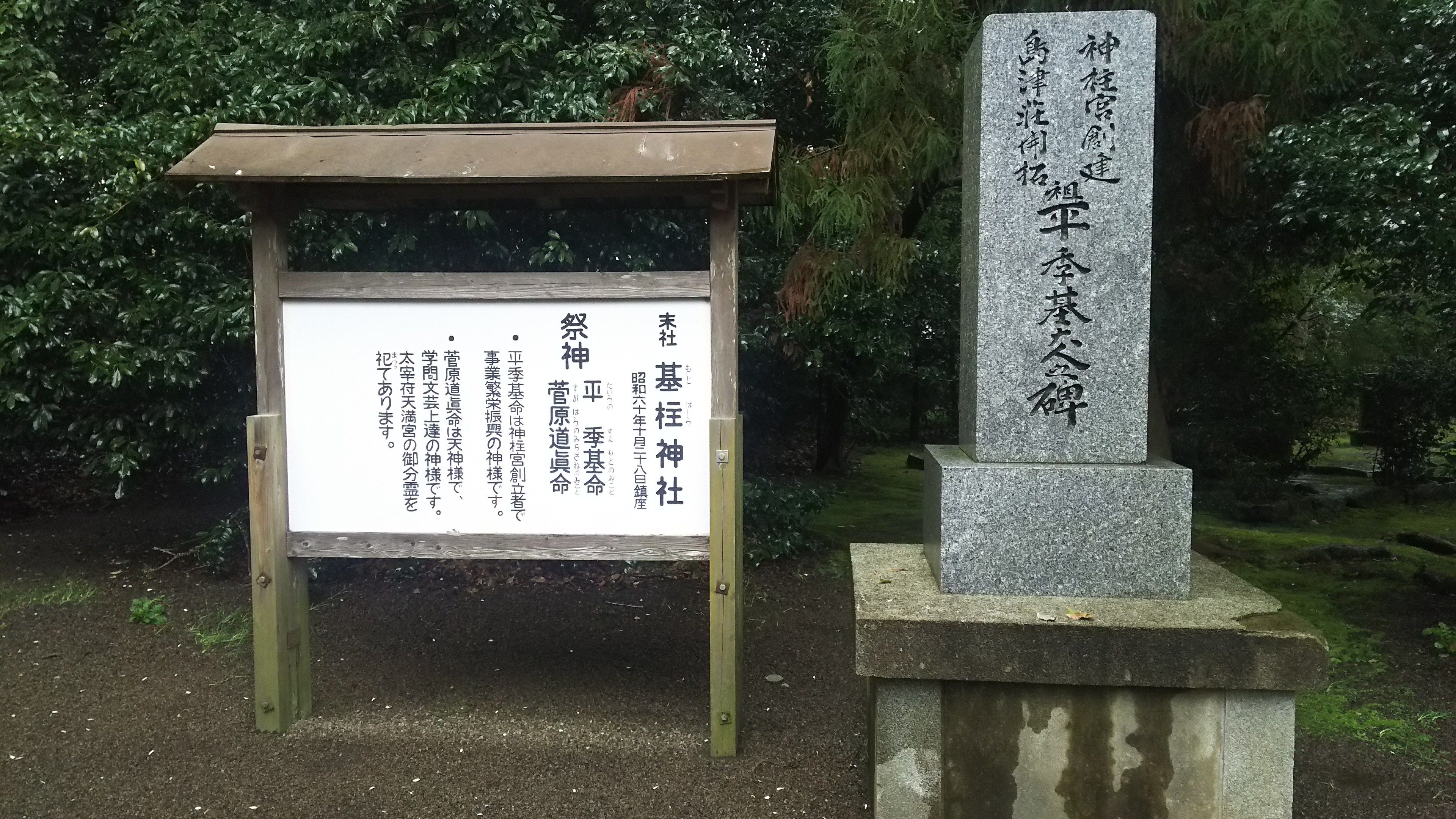
Monument en pierre de TiranoSuemoto
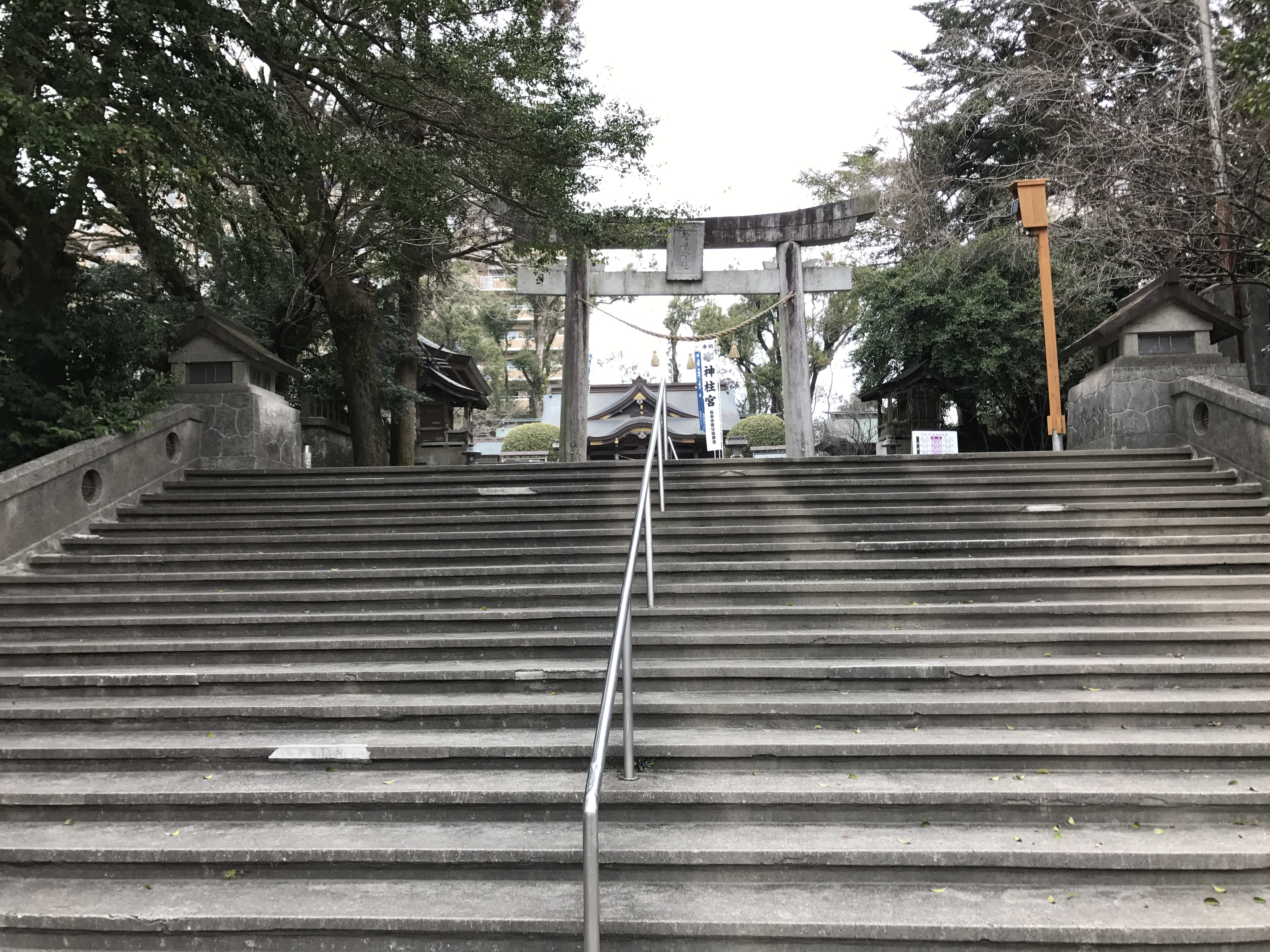
Torii et escaliers
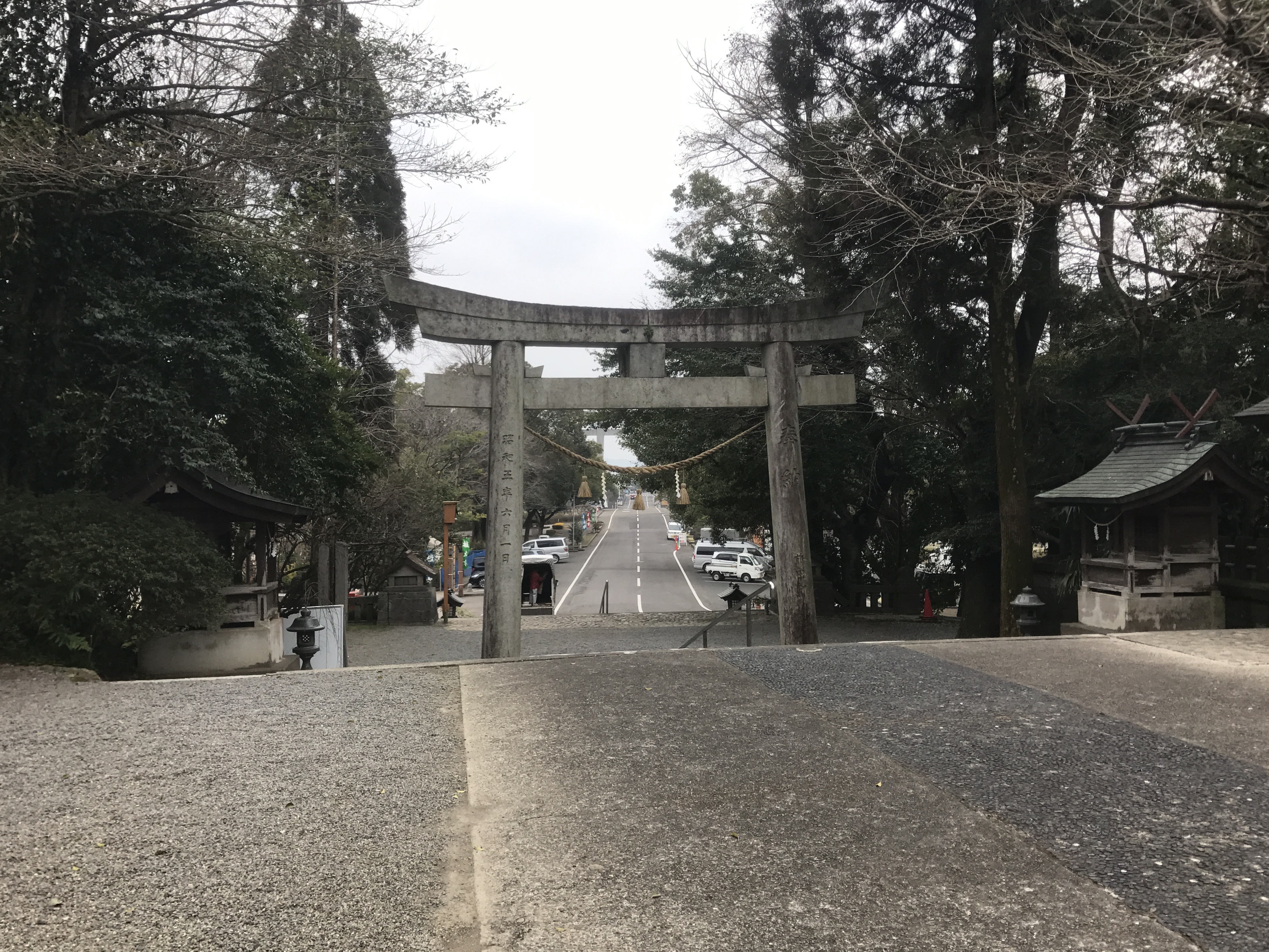
Torii du côté intérieur
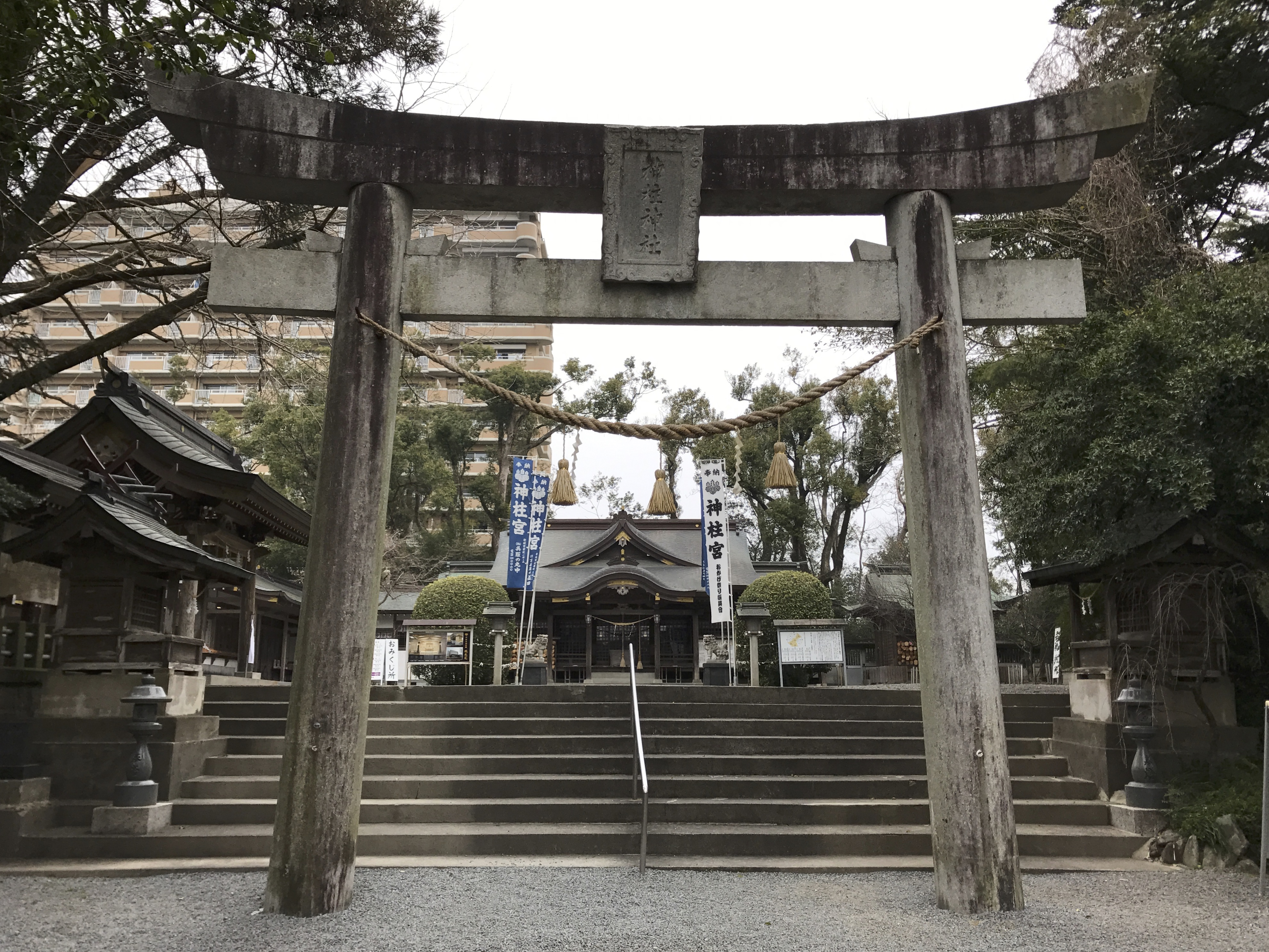
Torii
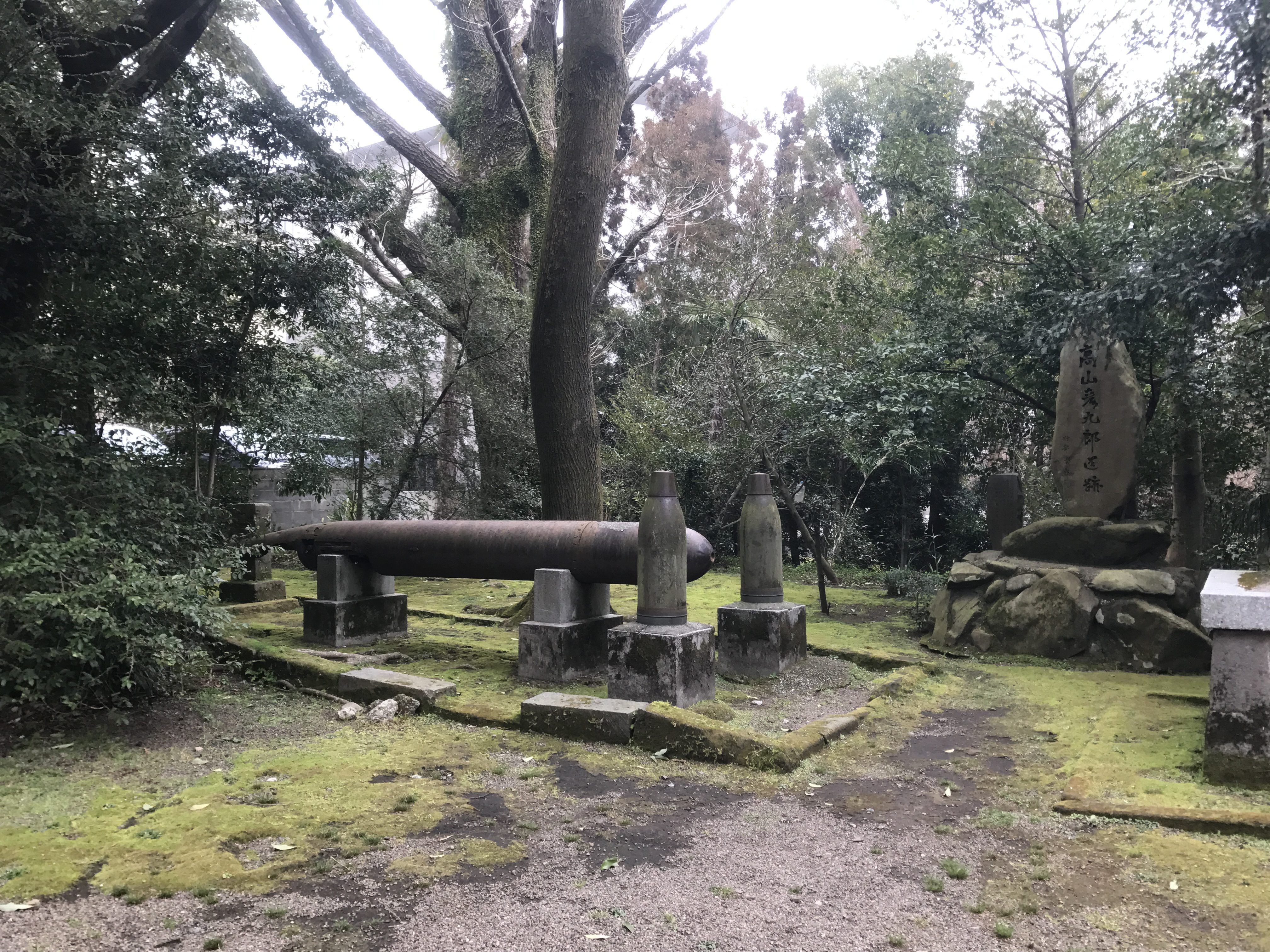
Torpille
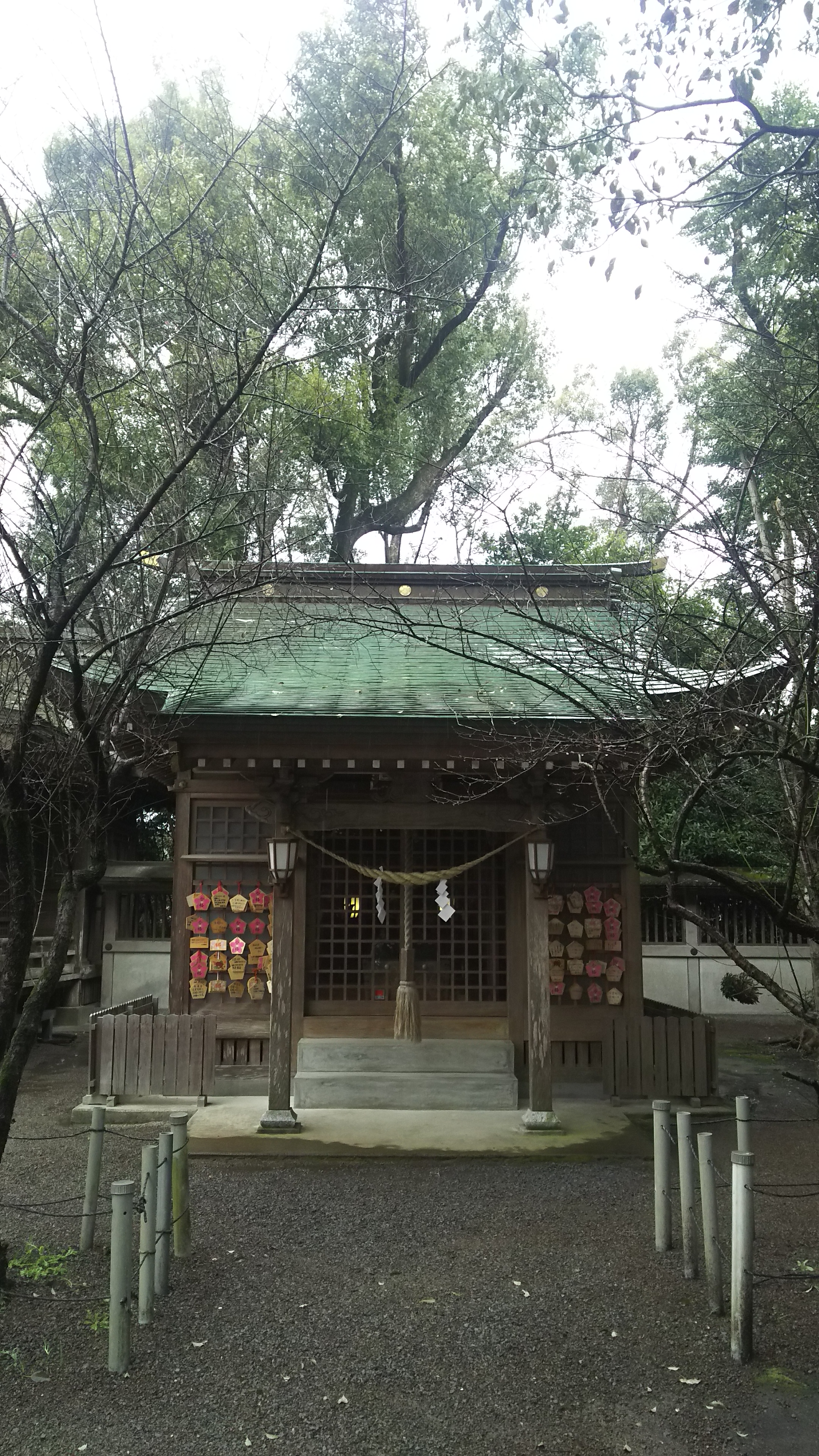
Sanctuaire Kambashira
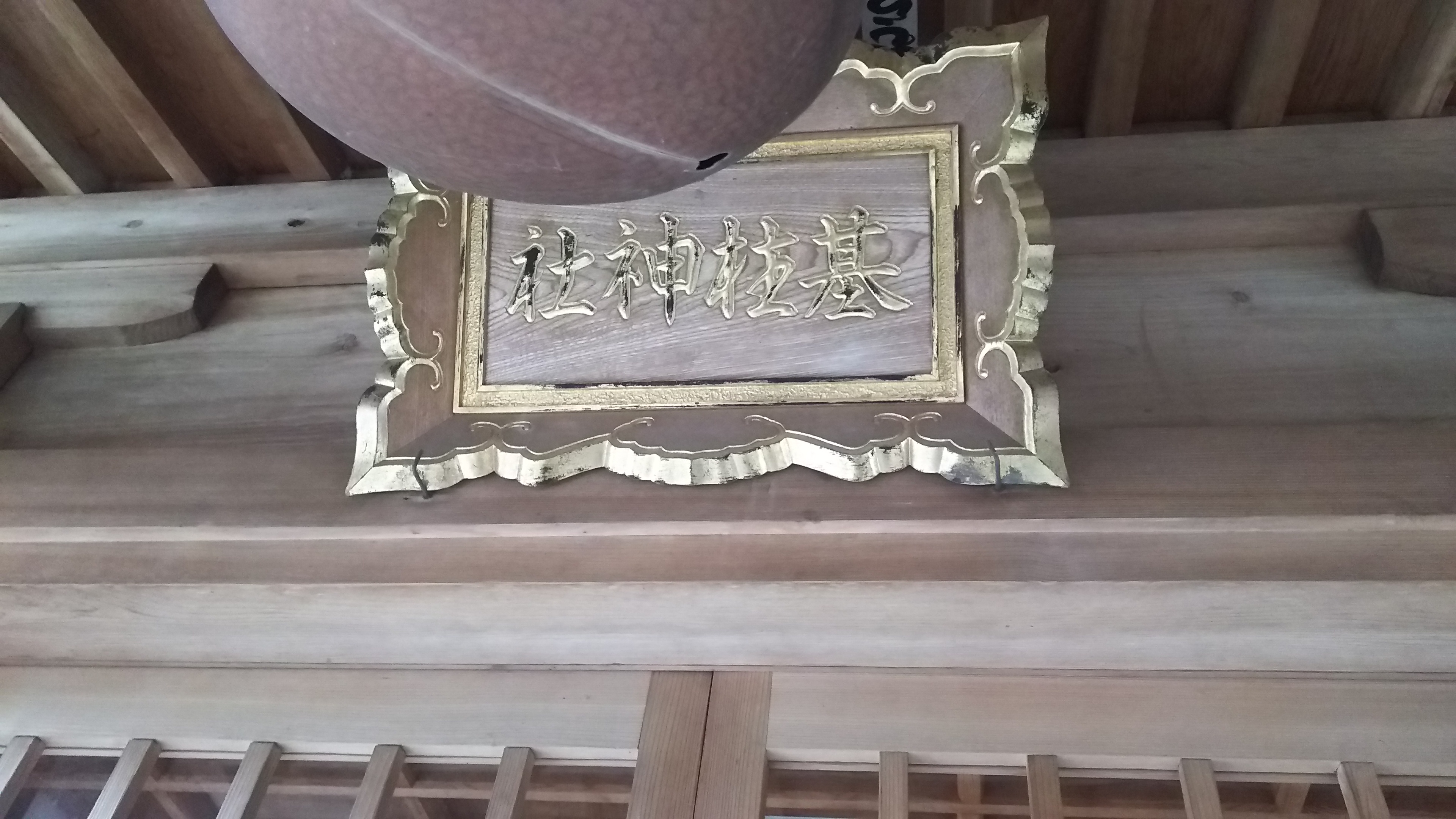
Plaque nominative du sanctuaire

## Les references
1. 1 2  ご祭神｜神柱宮　宮崎県都城市の神社2013年4月15日閲覧。
2. ↑  ご由緒｜神柱宮　宮崎県都城市の神社2013年4月15日閲覧。